# Apocalipsis de Lorvão
Apocalipsis de Lorvão (en portugués: Apocalipse do Lorvão) es un manuscrito ilustrado del siglo XII.   

## Descripción
La obra es un manuscrito con unas dimensiones de 34.5 x 24.5 centímetros. Pertenece a la colección del Archivo Nacional de la Torre do Tombo, en Lisboa.

## Análisis
Este manuscrito es un comentario al libro del Apocalipsis.

## Europeana 280
En abril de 2016, el manuscrito ilustrado Apocalipsis de Lorvão fue seleccionada como una de las diez más grandes obras artísticas de Portugal por el proyecto Europeana.